# Plectranthus barbatus
Plectranthus barbatus är en kransblommig växtart som beskrevs av Henry Charles Andrews. Plectranthus barbatus ingår i släktet malbuskar, och familjen kransblommiga växter. Inga underarter finns listade i Catalogue of Life.

## Bildgalleri

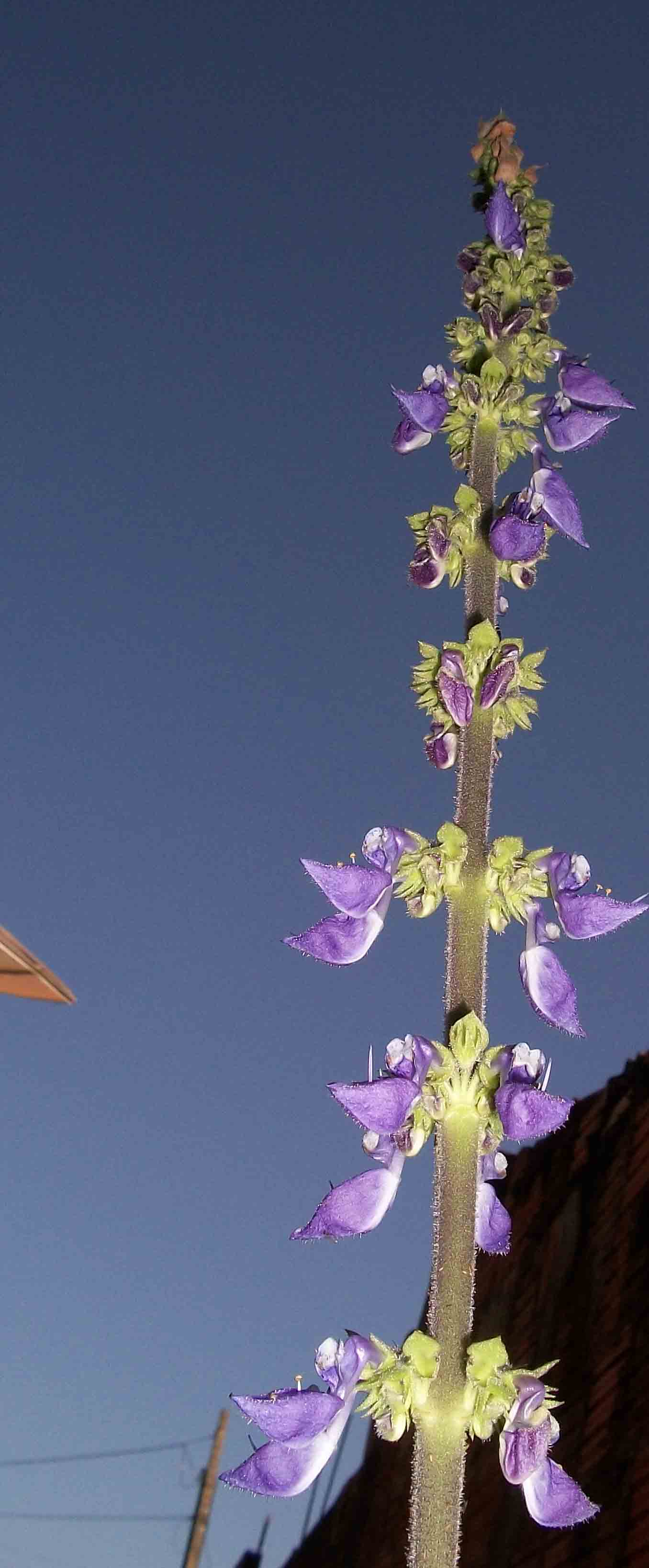
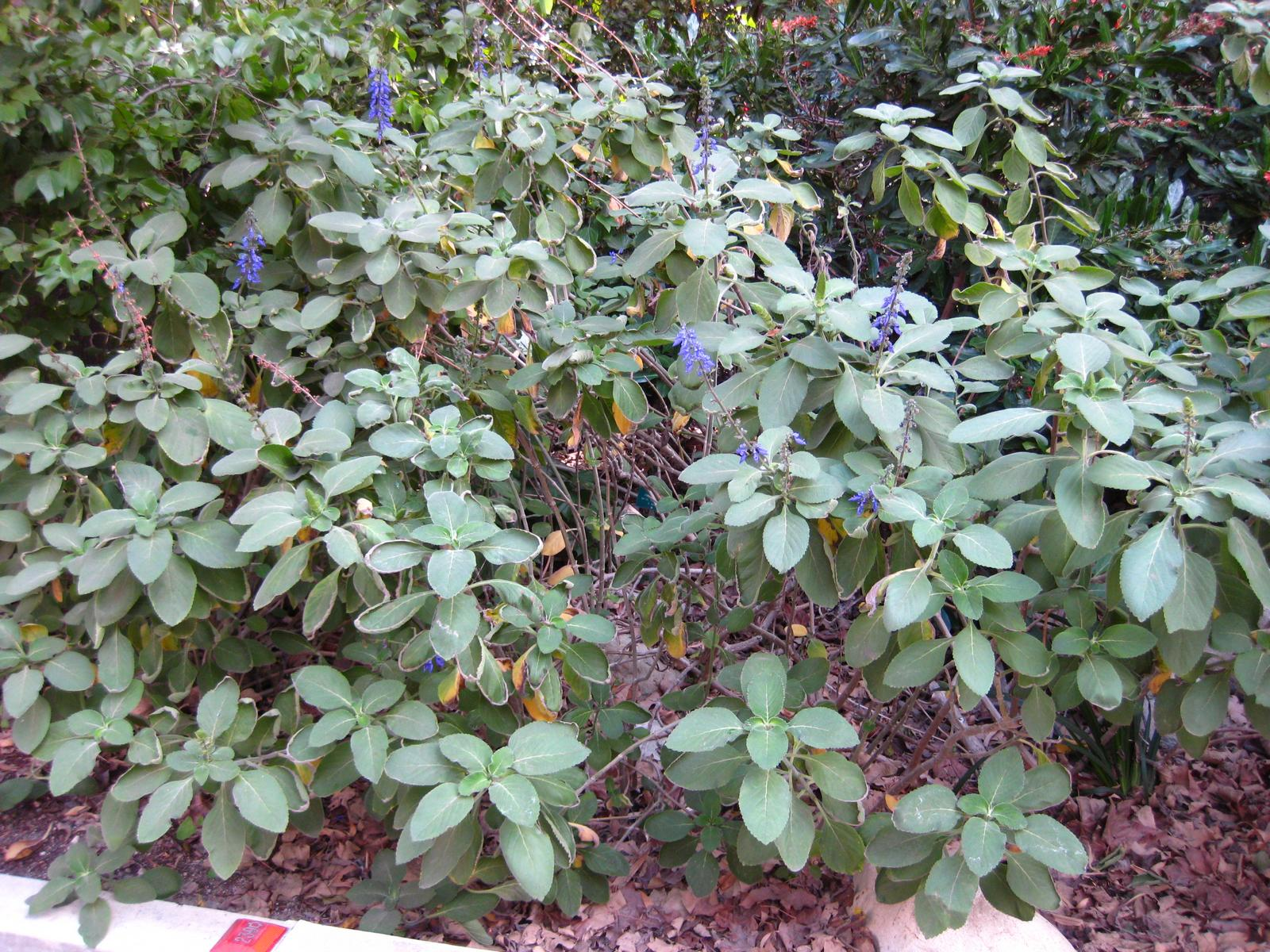
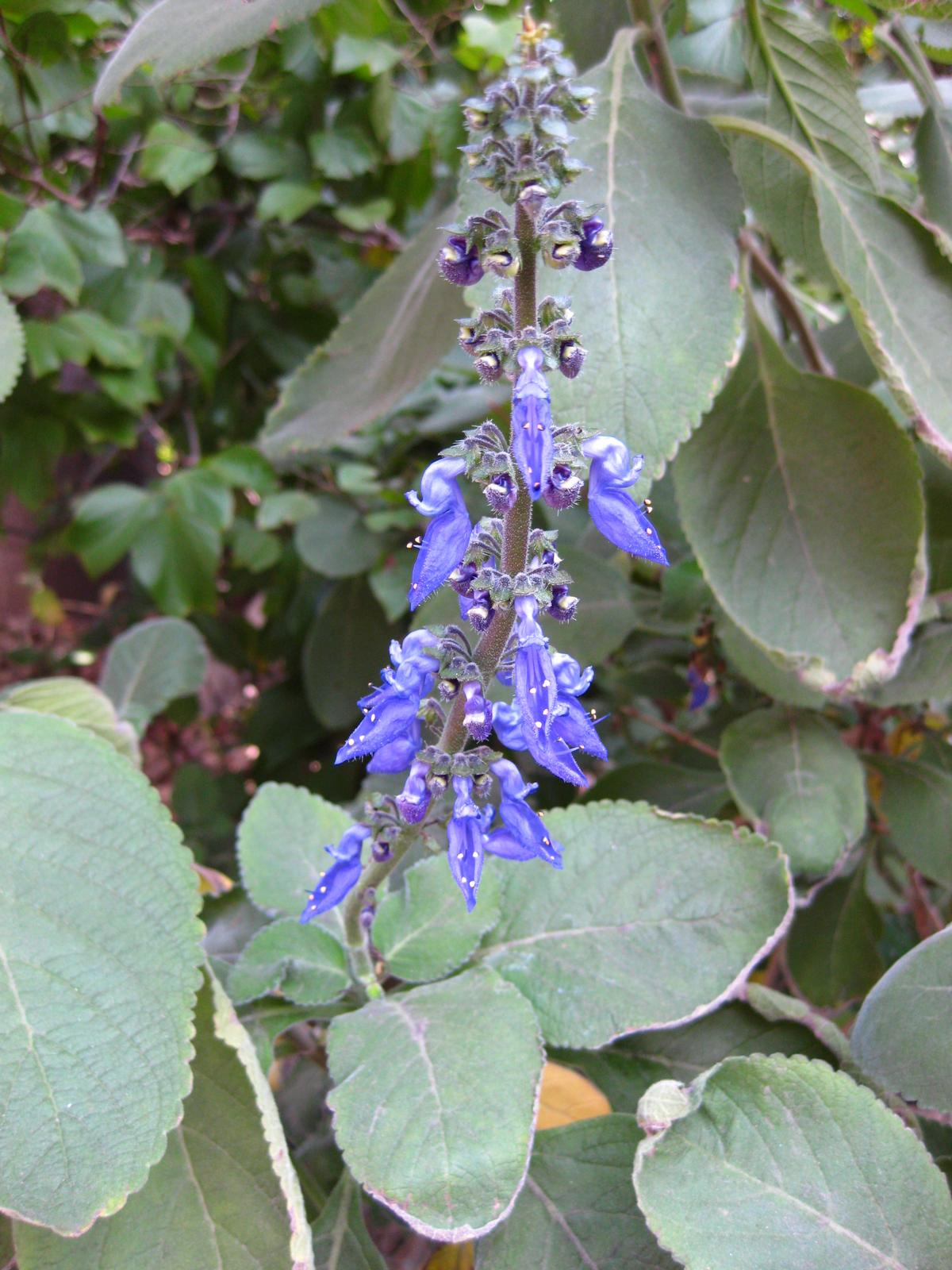
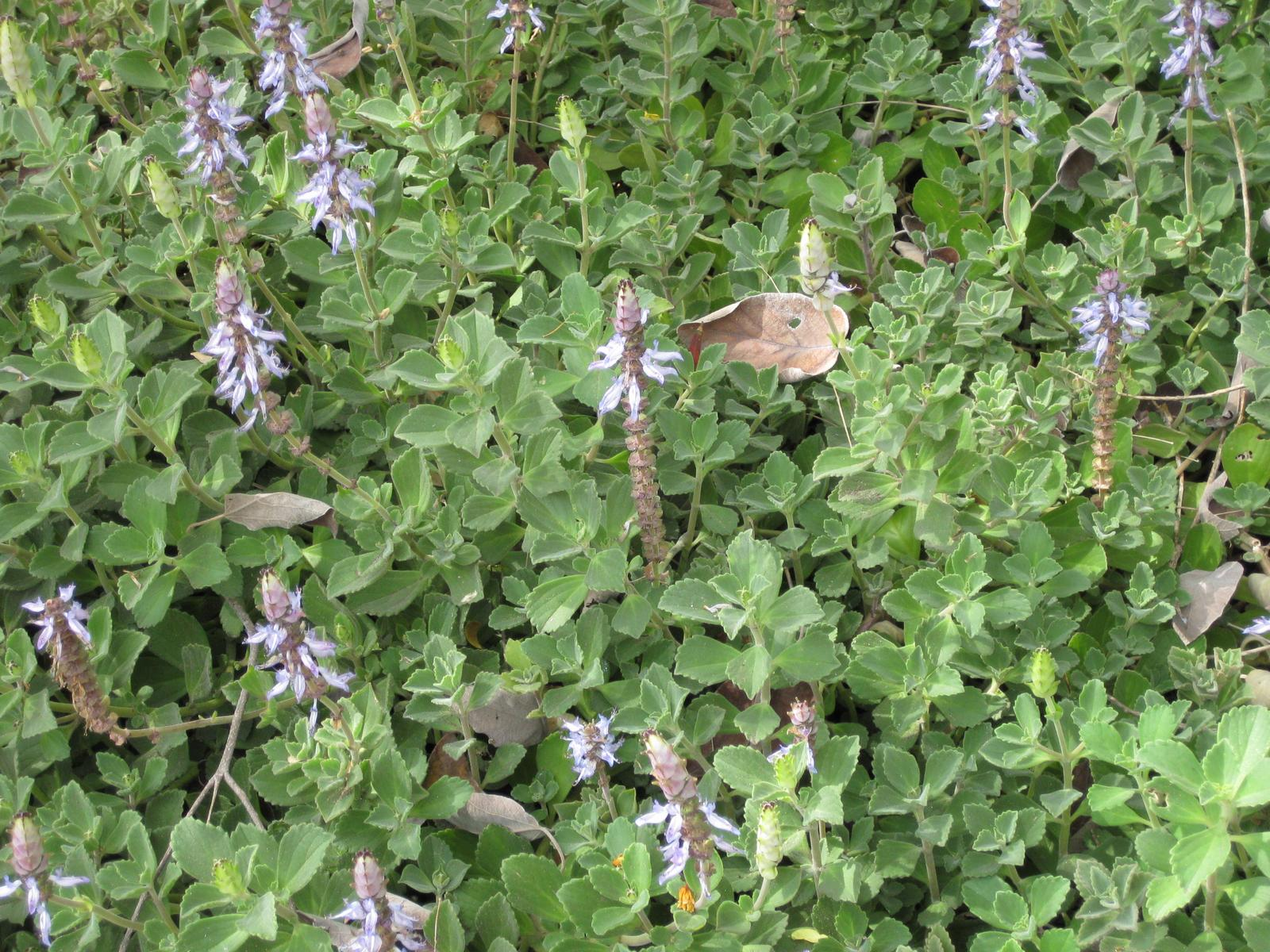
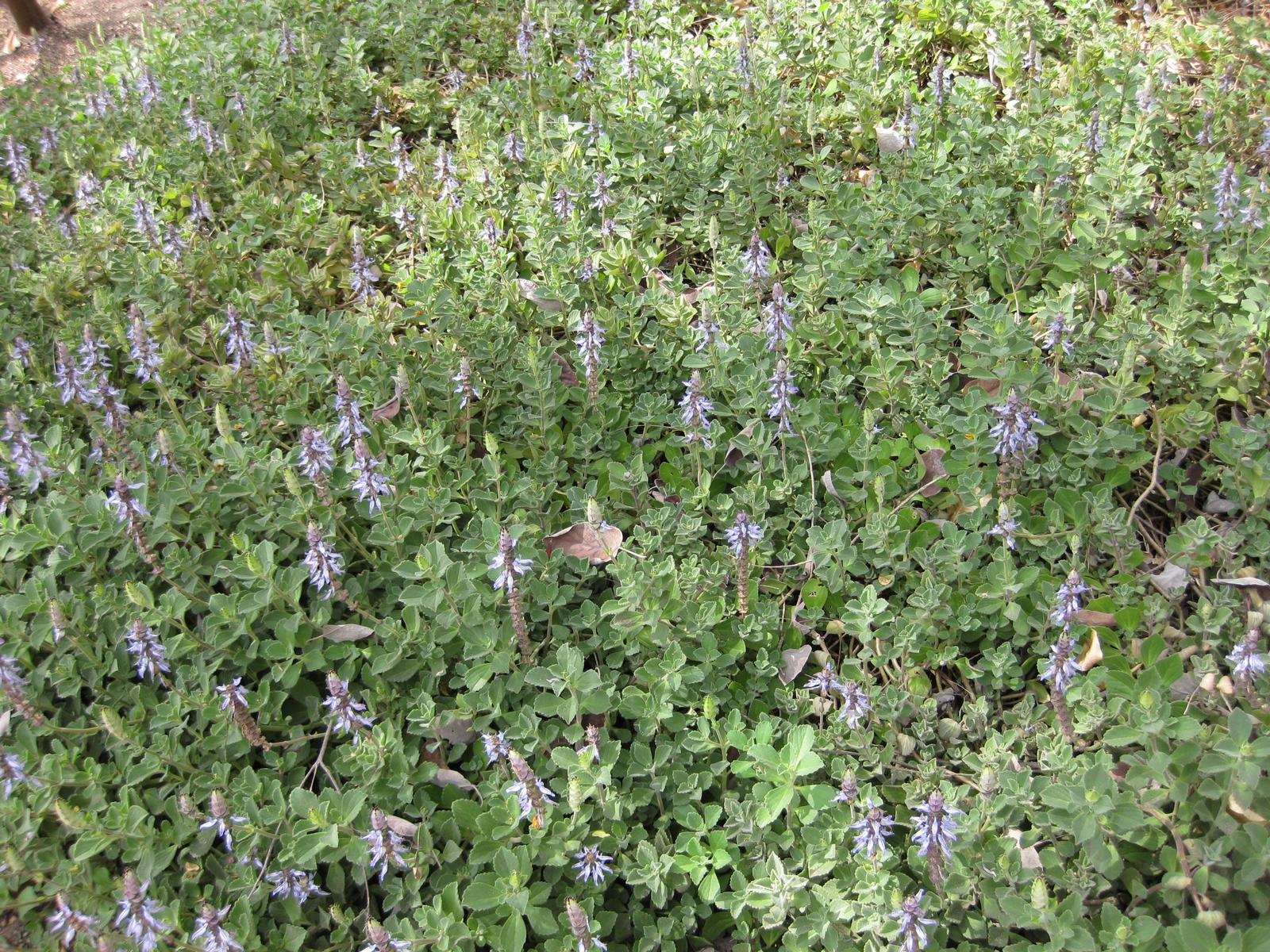
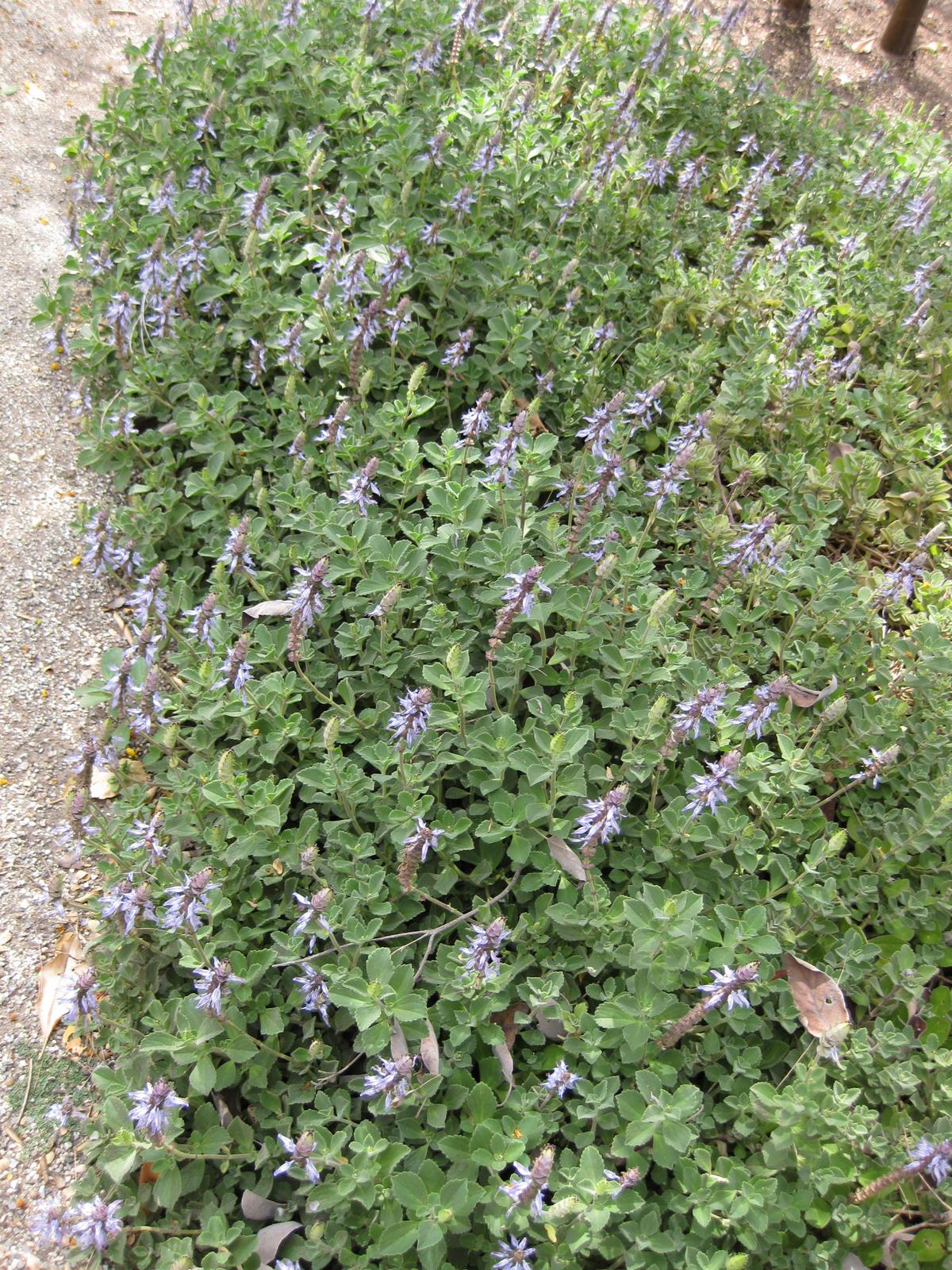